# アウディ・R18
アウディ・R18（Audi R18）とは、アウディがR15 TDIの後継として2011年に開発したプロトタイプである。
2011年はR18 TDIとして参戦。2012年より改良型のR18 ウルトラ (R18 Ultra) と、ハイブリッドシステムを搭載するR18 e-tron クワトロ (R18 e-tron quattro) へと交代した。2016年よりR18として参戦。

## R18 TDI
2010年12月10日にインゴルシュタットで発表された。TDIはTurbocharged Direct Injectionの頭字語。
R8R、R8、R10、R15といったアウディのこれまでのLMP1マシンとは異なり、クローズドボディを持つ。アウディとしては1999年のル・マン24時間レース参戦初年度のR8C以来のクローズドマシンとなる。
エンジンレギュレーションの変更を受け、直噴ターボディーゼルエンジンは5.5 L V10から3.7 L V6へとスケールダウンされた（バンク角120度・ギャレット製シングルターボ）。クローズドボディ化には空気抵抗を減らす効果があり、エンジンパワーの低下を差し引いても、空力性能の改善でR15より全体対的なパフォーマンスは上がったとアウディ側は発表会で話している。
操縦席はこれまで左ハンドルであったが、モノコック前部のフットスペースの関係上右ハンドルに変更された。またモノコックもR8から継続されていたダラーラ製をやめてダラーラの元社員が立ち上げた会社に製造先を変更した。
新技術として、このカテゴリのマシンとしては初となるフルLEDヘッドランプを採用。ル・マンの夜間走行に対応できるほどの光量を確保しており、速度やステアリング操作に応じて照射方向を調節する。デイタイムランプのフォルムは、アウディの旧ブランドロゴにちなんだ"1"の形である。

## R18 ウルトラ
後述のR18 e-tron クワトロのベースとなる車両であり、「ウルトラ」とはアウディの市販車の軽量化技術の名称。ハイブリッドシステム搭載分の重量増加を見越して、CFRP製ギアボックスケーシングなどを採用し、R18 TDIから10% (90 kg) の軽量化を果たした。R18 ウルトラはハイブリッドシステムを搭載しない分、バラストを積んで重量配分を調節している。また、フロントサスペンションが改良され、空力部品の形状が見直された。
他にも、LMPマシンとしては初の「デジタルリアビューミラー」を採用している。ルーフ上に超小型カメラを設置し、コクピットのルームミラーの位置に置かれたモニターに後方視界を映し出す。クローズドボディーの視界の悪さをカバーし、ドライバーの疲労を軽減する効果もある。

## R18 e-tron クワトロ

### 2012年モデル
アウディが持つ四輪駆動技術「クワトロ」と、開発中の電気自動車システム「e-tron」の名を冠したハイブリッドプロトタイプレーシングカー。後輪をディーゼルエンジンで駆動し、前輪をボッシュ製のモーター・ジェネレーター・ユニット (MGU) 2基で駆動する。
制動時にフロント回生ブレーキで発生した電気エネルギーは、コクピット内部の助手席に置かれたフライホイール・バッテリーに運動（回転）エネルギーとして保存され、放出時には逆のルートをたどって前輪を駆動する。システムはウィリアムズ・ハイブリッド・パワー (WHP) 製で、アウディの前にはポルシェが911 GT3 Rに搭載してニュルブルクリンク24時間レースに出場している。カーボン製のフライホイールは最高45,000 rpmで回転するため独特の高周波音を発し、最大360 kJを貯蔵可能。
TDIエンジンの出力は375 kW (510 PS) 以上。モーターの最高出力は75 kW（×2基）で、一度に500 kJ（規定値）を放出可能。4輪駆動は車体のトラクションを向上させることに繋がるため、回生エネルギーの使用可能速度は120 km/h以上に制限された。

### 2013年モデル
2013年3月8日、R18 e-tron クワトロの2013年仕様が公開された。リストリクターの径縮小によりエンジンは若干パワーダウンしたが、モーター出力は80 kW以上×2に向上。また、排気をマシン下部に排出して空力効果に利用するブロウンディフューザーを採用している。フロントとリア両方のフェンダー後方に改良を加えた他、リアウィングの翼端板が2枚構成となった。

### 2014年モデル
2014年3月25日、フランスのル・マンの地において、R18 e-tron クワトロの2014年仕様が公開された。排気量を3.7リットルから4.0リットルに変更し、車幅は微減されて車高は微増された。2014年の新規定ではル・マンのサルト・サーキットを基準として、1周あたりに放出できる回生エネルギー量を4段階（2 MJ/4 MJ/6 MJ/8 MJ）から選択する方式となったが、アウディは1番少ない2 MJ（メガジュール）を選択している。
ヘッドライトには「マトリックスLEDライト」にレーザーハイビームを複合して搭載する。

### 2015年モデル
2015年モデルでは回生エネルギー放出量を4 MJに増加させ、電動フライホイールの貯蔵容量は前年比17 %増の700 kJになっている。規定により、1周あたりの燃料使用量が2.5%減らされたが、エンジンの最大出力は537 PSから558 PSに増やされた。
空力面ではフロントフェンダーにエアインテークが開口され、ヘッドライトの形状も縦長から横長に変更されている。

## 2016年モデル(R18)

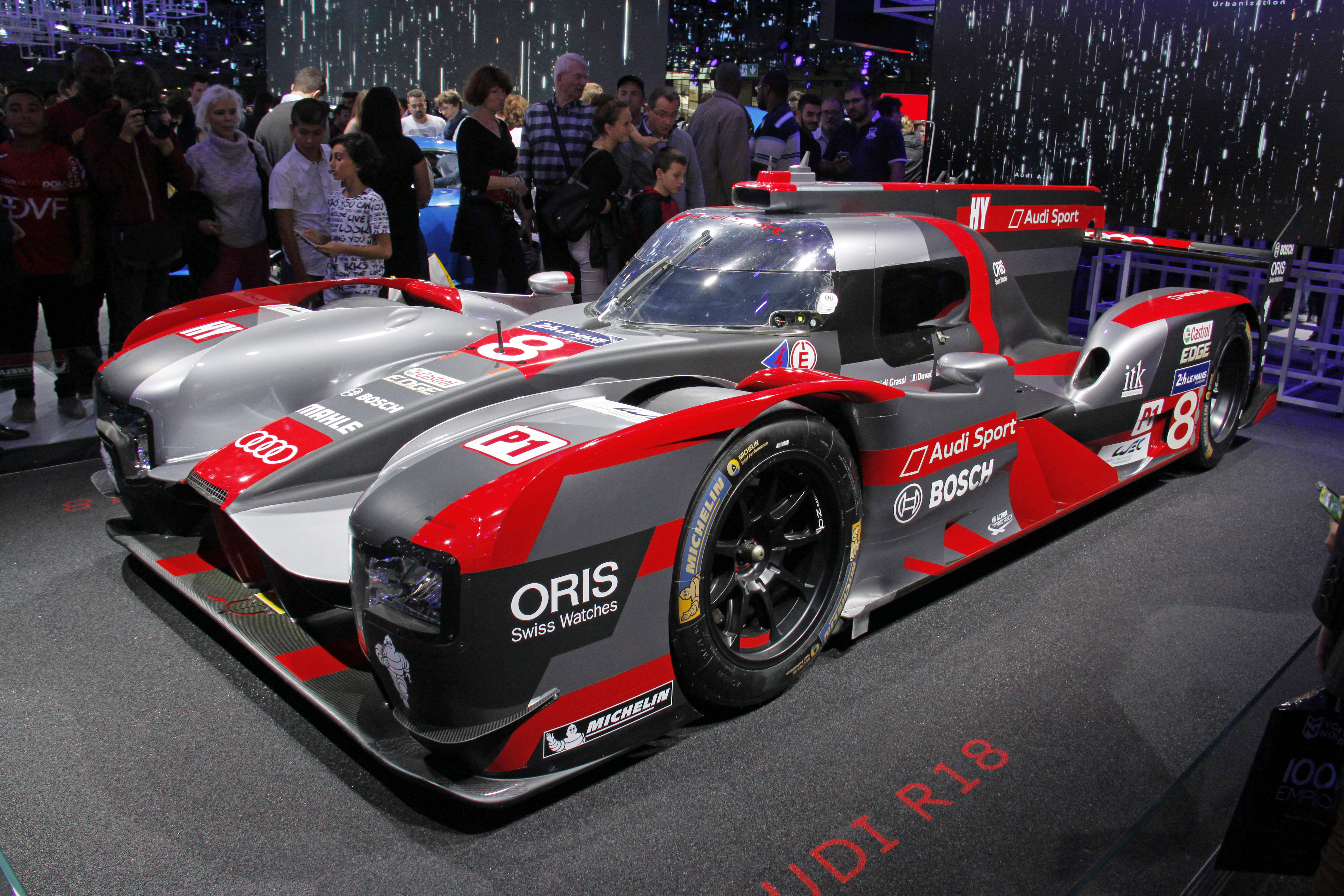
Audi R18 2016

2016年より車名は単純に「R18」となり、基本コンセプトも変更された。エンジンは従来と同じ4L直噴ディーゼルターボだが、回生エネルギー貯蔵装置は電動フライホイールからリチウムイオンバッテリーに代わり、回生エネルギー放出量も6 MJに増加。フロントMGUの出力も200 kWから350 kWに強化された（ル・マンのみ規定により上限300 kW）。ギアは7速から6速になった。
空力面ではノーズ部分がF1マシンのハイノーズのように極端に細く高くなっている。これは、ヨルグ・ザンダーのデザインがいかされている。間の空間が広がり、そこにまたがるプレートはウィングのような3次元形状となった。また、ルーフはラウンドシェイプからスクエアシェイプになり、リアウィング翼端板の形も変更されている。
カラーリングは白ベースから、黒・グレーベースに赤を配したデザインにイメージチェンジした。

## 活動歴

### 2011年

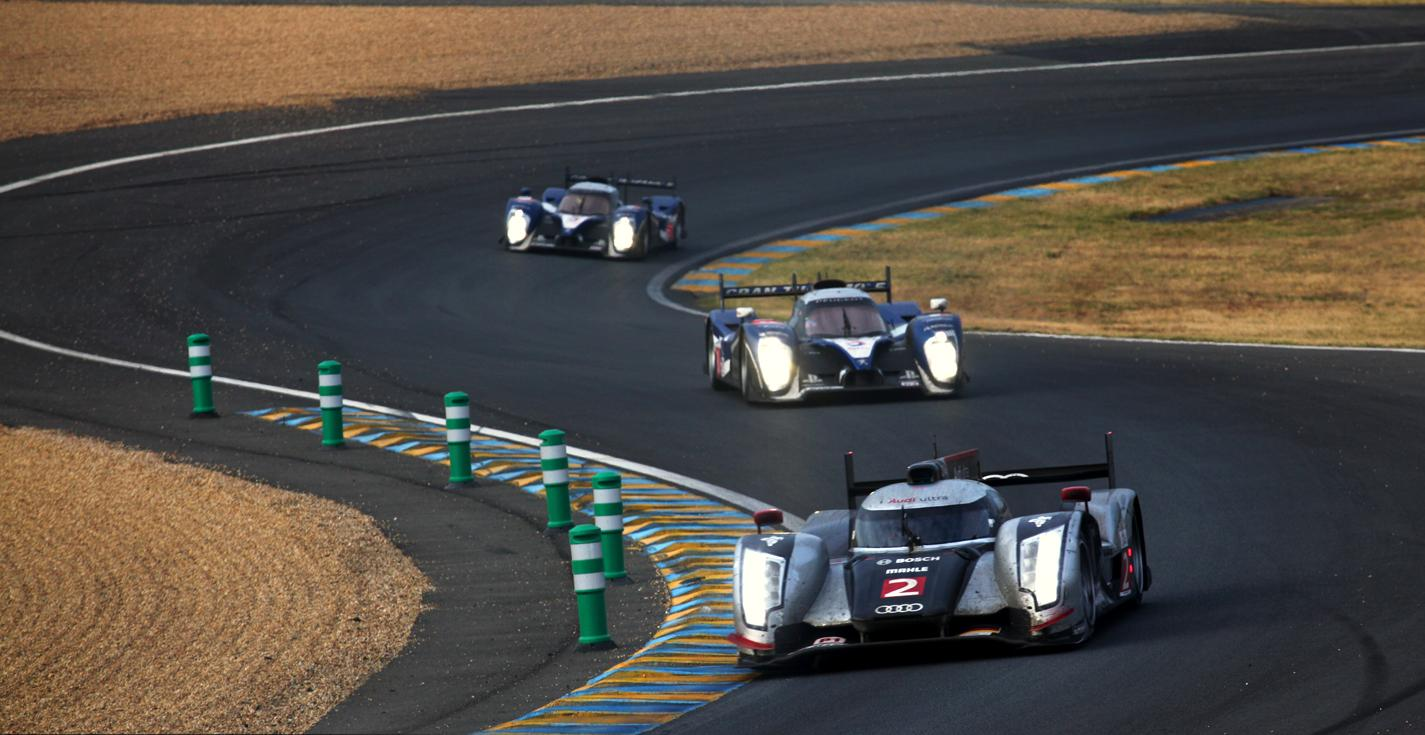
2011年のル・マンを走行中のR18 TDI2号車。後方2台はプジョー・908

2011年5月7日に開催されたインターコンチネンタル・ル・マン・カップ (ILMC) スパ・フランコルシャン6時間レースにてR18 TDIが実戦デビューを果たしたが、結果は振るわず、ライバルのプジョー・908に勝利を明け渡す結果となった。
同年6月のルマン本戦ではチーム・ヨーストの3台中2台がアクシデントに見舞われ、ブノワ・トレルイエ/アンドレ・ロッテラー/マルセル・フェスラーの3人がドライブする2号車がプジョーの3台を相手に戦い、2位にわずか14秒弱という大接戦を制して総合優勝を果たした。
ル・マン以外のILMCイベントではプジョーの後塵を拝しランキング2位となった。

### 2012年

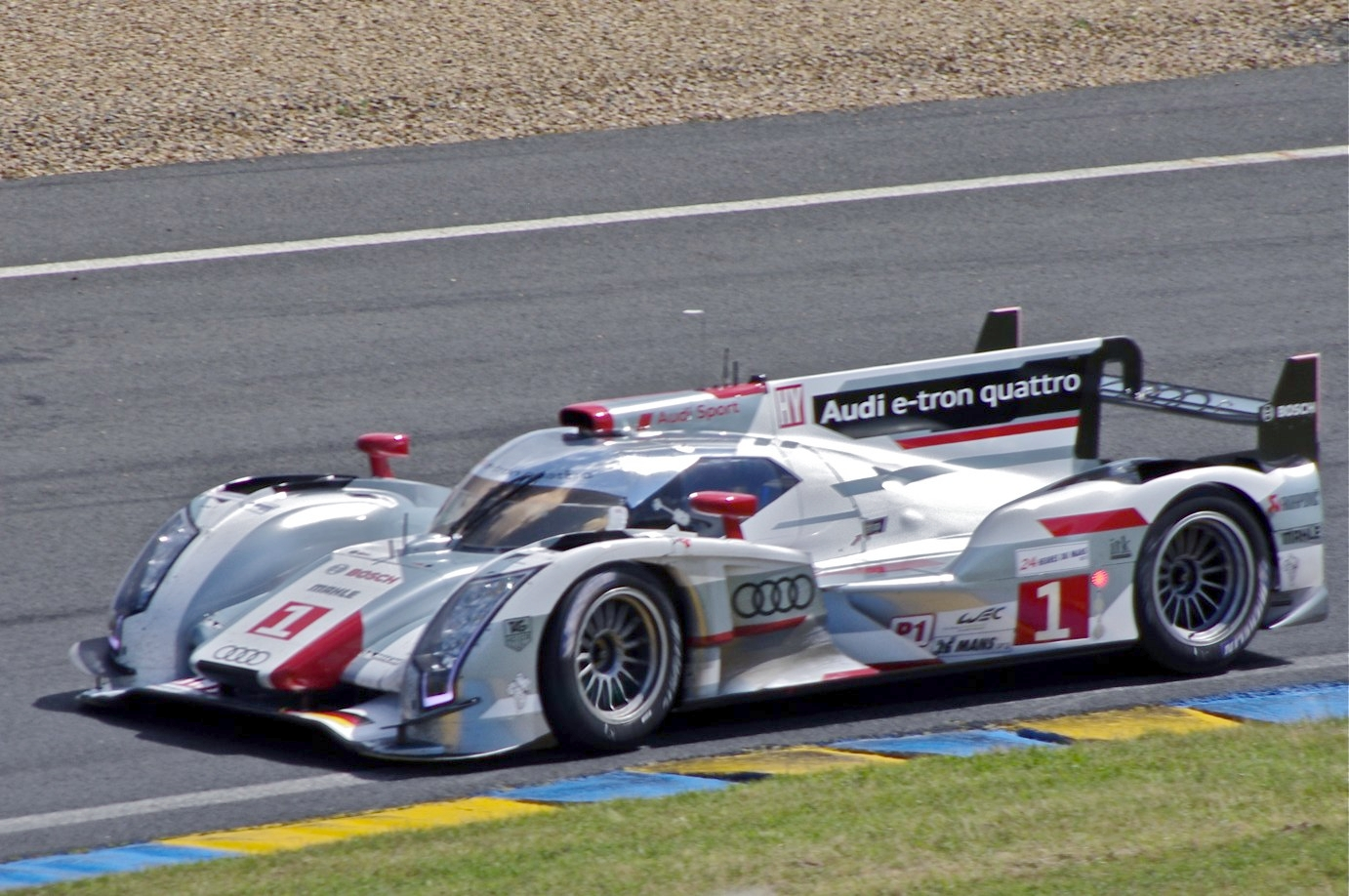
2012年のル・マンで優勝したR18 e-tron クアトロ1号車

WECへのエントリーは開幕戦セブリングにR18 TDIの改良型を3台。第2戦スパと第3戦ル・マンにR18 ウルトラ・R18 e-tron クワトロの両車を2台ずつ、第4戦シルバーストーンと第5戦サンパウロにR18 ウルトラとR18 e-tron クワトロを1台ずつ、第6戦バーレーン以降はR18 e-tron クワトロを2台となる。
シリーズ開幕から4連勝し、第3戦ル・マンでは前年の優勝トリオが乗るR18 e-tron クワトロ1号車が総合優勝を果たした。これはル・マンにおけるハイブリッドマシンの初優勝となった。2位はR18 e-tron クワトロ2号車、3・5位はR18 ウルトラの2台という完勝だった。
しかし、ル・マンから参戦開始したトヨタ・TS030 HYBRIDが強力なライバルとなり、後半4戦はトヨタに対して1勝3敗という成績だった。最終的にはLMP1クラスのマニュファクチャラーズチャンピオン獲得、ドライバーズランキング1 - 4位独占という成功を収めた。

### 2013年
2013年よりR18 e-tron・クワトロのみで参戦。第1戦シルバーストン、第2戦スパと連勝し、第3戦ル・マンでは終盤の雨による混乱をくぐり抜け、トム・クリステンセン／ロイック・デュバル／アラン・マクニッシュ組が優勝。3号車が3位、1号車が5位となった。前年に比べると燃費（1スティントあたりの周回数）は落ちているが、その分スピードに磨きをかけてトヨタを上回った。

## 戦績

### FIA 世界耐久選手権
| 年   | チーム                             | クラス | No. | ドライバー               | Rds.     | 1       | 2     | 3       | 4     | 5      | 6      | 7       | 8       | 9     | Pts. | Pos. |
| ---- | ---------------------------------- | ------ | --- | ------------------------ | -------- | ------- | ----- | ------- | ----- | ------ | ------ | ------- | ------- | ----- | ---- | ---- |
| 2012 | アウディスポーツ・チーム・ヨースト | LMP1   | 1   | アンドレ・ロッテラー     | All      | SEB 11  | SPA 2 | LMS 1   | SIL 1 | SÃO 2  | BHR 1  | FUJ 2   | SHA 3   |       | 173  | 1位  |
| 2012 | アウディスポーツ・チーム・ヨースト | LMP1   | 1   | ブノワ・トレルイエ       | All      | SEB 11  | SPA 2 | LMS 1   | SIL 1 | SÃO 2  | BHR 1  | FUJ 2   | SHA 3   |       | 173  | 1位  |
| 2012 | アウディスポーツ・チーム・ヨースト | LMP1   | 1   | マルセル・フェスラー     | All      | SEB 11  | SPA 2 | LMS 1   | SIL 1 | SÃO 2  | BHR 1  | FUJ 2   | SHA 3   |       | 173  | 1位  |
| 2012 | アウディスポーツ・チーム・ヨースト | LMP1   | 2   | アラン・マクニッシュ     | All      | SEB 1   | SPA 4 | LMS 2   | SIL 3 | SÃO 3  | BHR 2  | FUJ 3   | SHA 2   |       | 173  | 1位  |
| 2012 | アウディスポーツ・チーム・ヨースト | LMP1   | 2   | トム・クリステンセン     | All      | SEB 1   | SPA 4 | LMS 2   | SIL 3 | SÃO 3  | BHR 2  | FUJ 3   | SHA 2   |       | 173  | 1位  |
| 2012 | アウディスポーツ・チーム・ヨースト | LMP1   | 2   | リナルド・カペッロ       | 1–3      | SEB 1   | SPA 4 | LMS 2   | SIL 3 | SÃO 3  | BHR 2  | FUJ 3   | SHA 2   |       | 173  | 1位  |
| 2012 | アウディスポーツ・チーム・ヨースト | LMP1   | 2   | ルーカス・ディ・グラッシ | 5        | SEB 1   | SPA 4 | LMS 2   | SIL 3 | SÃO 3  | BHR 2  | FUJ 3   | SHA 2   |       | 173  | 1位  |
| 2012 | アウディスポーツ・チーム・ヨースト | LMP1   | 3   | ティモ・ベルンハルト     | 1        | SEB 2   | SPA 1 | LMS 5   | SIL   | SÃO    | BHR    | FUJ     | SHA     |       | 173  | 1位  |
| 2012 | アウディスポーツ・チーム・ヨースト | LMP1   | 3   | マルク・ジェネ           | 2-3      | SEB 2   | SPA 1 | LMS 5   | SIL   | SÃO    | BHR    | FUJ     | SHA     |       | 173  | 1位  |
| 2012 | アウディスポーツ・チーム・ヨースト | LMP1   | 3   | ロマン・デュマ           | 1-3      | SEB 2   | SPA 1 | LMS 5   | SIL   | SÃO    | BHR    | FUJ     | SHA     |       | 173  | 1位  |
| 2012 | アウディスポーツ・チーム・ヨースト | LMP1   | 3   | ロイック・デュバル       | 1-3      | SEB 2   | SPA 1 | LMS 5   | SIL   | SÃO    | BHR    | FUJ     | SHA     |       | 173  | 1位  |
| 2012 | アウディスポーツ・ノースアメリカ   | LMP1   | 4   | オリバー・ジャービス     | 2-3      | SEB     | SPA 3 | LMS 3   | SIL   | SÃO    | BHR    | FUJ     | SHA     |       | 173  | 1位  |
| 2012 | アウディスポーツ・ノースアメリカ   | LMP1   | 4   | マルコ・ボナノミ         | 2-3      | SEB     | SPA 3 | LMS 3   | SIL   | SÃO    | BHR    | FUJ     | SHA     |       | 173  | 1位  |
| 2012 | アウディスポーツ・ノースアメリカ   | LMP1   | 4   | マイク・ロッケンフェラー | 3        | SEB     | SPA 3 | LMS 3   | SIL   | SÃO    | BHR    | FUJ     | SHA     |       | 173  | 1位  |
| 2013 | アウディスポーツ・チーム・ヨースト | LMP1   | 1   | アンドレ・ロッテラー     | All      | SIL 2   | SPA 1 | LMS 5   | SÃO 1 | COA 3  | FUJ 26 | SHA 1   | BHR 2   |       | 207  | １位 |
| 2013 | アウディスポーツ・チーム・ヨースト | LMP1   | 1   | ブノワ・トレルイエ       | All      | SIL 2   | SPA 1 | LMS 5   | SÃO 1 | COA 3  | FUJ 26 | SHA 1   | BHR 2   |       | 207  | １位 |
| 2013 | アウディスポーツ・チーム・ヨースト | LMP1   | 1   | マルセル・フェスラー     | All      | SIL 2   | SPA 1 | LMS 5   | SÃO 1 | COA 3  | FUJ 26 | SHA 1   | BHR 2   |       | 207  | １位 |
| 2013 | アウディスポーツ・チーム・ヨースト | LMP1   | 2   | トム・クリステンセン     | All      | SIL 1   | SPA 2 | LMS 1   | SÃO 2 | COA 1  | FUJ 2  | SHA 3   | BHR ret |       | 207  | １位 |
| 2013 | アウディスポーツ・チーム・ヨースト | LMP1   | 2   | アラン・マクニッシュ     | All      | SIL 1   | SPA 2 | LMS 1   | SÃO 2 | COA 1  | FUJ 2  | SHA 3   | BHR ret |       | 207  | １位 |
| 2013 | アウディスポーツ・チーム・ヨースト | LMP1   | 2   | ロイック・デュバル       | All      | SIL 1   | SPA 2 | LMS 1   | SÃO 2 | COA 1  | FUJ 2  | SHA 3   | BHR ret |       | 207  | １位 |
| 2013 | アウディスポーツ・チーム・ヨースト | LMP1   | 3   | マルク・ジェネ           | 2-3      | SIL     | SPA 3 | LMS 3   | SÃO   | COA    | FUJ    | SHA     | BHR     |       | 207  | １位 |
| 2013 | アウディスポーツ・チーム・ヨースト | LMP1   | 3   | オリバー・ジャービス     | 2-3      | SIL     | SPA 3 | LMS 3   | SÃO   | COA    | FUJ    | SHA     | BHR     |       | 207  | １位 |
| 2013 | アウディスポーツ・チーム・ヨースト | LMP1   | 3   | ルーカス・ディ・グラッシ | 2-3      | SIL     | SPA 3 | LMS 3   | SÃO   | COA    | FUJ    | SHA     | BHR     |       | 207  | １位 |
| 2014 | アウディスポーツ・チーム・ヨースト | LMP1-H | 1   | トム・クリステンセン     | All      | SIL Ret | SPA 2 | LMS 2   | COA 2 | FUJ 5  | SHA 5  | BHR 5   | SÃO 3   |       | 244  | 2位  |
| 2014 | アウディスポーツ・チーム・ヨースト | LMP1-H | 1   | ルーカス・ディ・グラッシ | All      | SIL Ret | SPA 2 | LMS 2   | COA 2 | FUJ 5  | SHA 5  | BHR 5   | SÃO 3   |       | 244  | 2位  |
| 2014 | アウディスポーツ・チーム・ヨースト | LMP1-H | 1   | ロイック・デュバル       | 1–2, 4–8 | SIL Ret | SPA 2 | LMS 2   | COA 2 | FUJ 5  | SHA 5  | BHR 5   | SÃO 3   |       | 244  | 2位  |
| 2014 | アウディスポーツ・チーム・ヨースト | LMP1-H | 1   | マルク・ジェネ           | 3        | SIL Ret | SPA 2 | LMS 2   | COA 2 | FUJ 5  | SHA 5  | BHR 5   | SÃO 3   |       | 244  | 2位  |
| 2014 | アウディスポーツ・チーム・ヨースト | LMP1-H | 2   | アンドレ・ロッテラー     | All      | SIL Ret | SPA 5 | LMS 1   | COA 1 | FUJ 6  | SHA 4  | BHR 4   | SÃO 5   |       | 244  | 2位  |
| 2014 | アウディスポーツ・チーム・ヨースト | LMP1-H | 2   | ブノワ・トレルイエ       | All      | SIL Ret | SPA 5 | LMS 1   | COA 1 | FUJ 6  | SHA 4  | BHR 4   | SÃO 5   |       | 244  | 2位  |
| 2014 | アウディスポーツ・チーム・ヨースト | LMP1-H | 2   | マルセル・フェスラー     | All      | SIL Ret | SPA 5 | LMS 1   | COA 1 | FUJ 6  | SHA 4  | BHR 4   | SÃO 5   |       | 244  | 2位  |
| 2014 | アウディスポーツ・チーム・ヨースト | LMP1-H | 3   | マルコ・ボナノミ         | 2-3      | SIL     | SPA 6 | LMS Ret | COA   | FUJ    | SHA    | BHR     | SÃO     |       | 244  | 2位  |
| 2014 | アウディスポーツ・チーム・ヨースト | LMP1-H | 3   | フェリペ・アルブケルケ   | 2-3      | SIL     | SPA 6 | LMS Ret | COA   | FUJ    | SHA    | BHR     | SÃO     |       | 244  | 2位  |
| 2014 | アウディスポーツ・チーム・ヨースト | LMP1-H | 3   | オリバー・ジャービス     | 3        | SIL     | SPA 6 | LMS Ret | COA   | FUJ    | SHA    | BHR     | SÃO     |       | 244  | 2位  |
| 2015 | アウディスポーツ・チーム・ヨースト | LMP1   | 7   | アンドレ・ロッテラー     | All      | SIL 1   | SPA 1 | LMS 3   | NÜR 3 | COA 2  | FUJ 3  | SHA 3   | BHR 2   |       | 264  | 2位  |
| 2015 | アウディスポーツ・チーム・ヨースト | LMP1   | 7   | ブノワ・トレルイエ       | All      | SIL 1   | SPA 1 | LMS 3   | NÜR 3 | COA 2  | FUJ 3  | SHA 3   | BHR 2   |       | 264  | 2位  |
| 2015 | アウディスポーツ・チーム・ヨースト | LMP1   | 7   | マルセル・フェスラー     | All      | SIL 1   | SPA 1 | LMS 3   | NÜR 3 | COA 2  | FUJ 3  | SHA 3   | BHR 2   |       | 264  | 2位  |
| 2015 | アウディスポーツ・チーム・ヨースト | LMP1   | 8   | オリバー・ジャービス     | All      | SIL 5   | SPA 7 | LMS 4   | NÜR 4 | COA 3  | FUJ 4  | SHA 4   | BHR 6   |       | 264  | 2位  |
| 2015 | アウディスポーツ・チーム・ヨースト | LMP1   | 8   | ルーカス・ディ・グラッシ | All      | SIL 5   | SPA 7 | LMS 4   | NÜR 4 | COA 3  | FUJ 4  | SHA 4   | BHR 6   |       | 264  | 2位  |
| 2015 | アウディスポーツ・チーム・ヨースト | LMP1   | 8   | ロイック・デュバル       | All      | SIL 5   | SPA 7 | LMS 4   | NÜR 4 | COA 3  | FUJ 4  | SHA 4   | BHR 6   |       | 264  | 2位  |
| 2015 | アウディスポーツ・チーム・ヨースト | LMP1   | 9   | マルコ・ボナノミ         | 2-3      | SIL     | SPA 4 | LMS 7   | NÜR   | COA    | FUJ    | SHA     | BHR     |       | 264  | 2位  |
| 2015 | アウディスポーツ・チーム・ヨースト | LMP1   | 9   | フェリペ・アルブケルケ   | 2-3      | SIL     | SPA 4 | LMS 7   | NÜR   | COA    | FUJ    | SHA     | BHR     |       | 264  | 2位  |
| 2015 | アウディスポーツ・チーム・ヨースト | LMP1   | 9   | レネ・ラスト             | 2-3      | SIL     | SPA 4 | LMS 7   | NÜR   | COA    | FUJ    | SHA     | BHR     |       | 264  | 2位  |
| 2016 | アウディスポーツ・チーム・ヨースト | LMP1   | 7   | アンドレ・ロッテラー     | All      | SIL DSQ | SPA 5 | LMS 4   | NÜR 3 | MEX 2  | COA 6  | FUJ Ret | SHA 6   | BHR 2 | 266  | 2位  |
| 2016 | アウディスポーツ・チーム・ヨースト | LMP1   | 7   | マルセル・フェスラー     | All      | SIL DSQ | SPA 5 | LMS 4   | NÜR 3 | MEX 2  | COA 6  | FUJ Ret | SHA 6   | BHR 2 | 266  | 2位  |
| 2016 | アウディスポーツ・チーム・ヨースト | LMP1   | 7   | ブノワ・トレルイエ       | 1–3, 5–9 | SIL DSQ | SPA 5 | LMS 4   | NÜR 3 | MEX 2  | COA 6  | FUJ Ret | SHA 6   | BHR 2 | 266  | 2位  |
| 2016 | アウディスポーツ・チーム・ヨースト | LMP1   | 8   | オリバー・ジャービス     | All      | SIL Ret | SPA 1 | LMS 3   | NÜR 2 | MEX 27 | COA 2  | FUJ 2   | SHA 5   | BHR 1 | 266  | 2位  |
| 2016 | アウディスポーツ・チーム・ヨースト | LMP1   | 8   | ルーカス・ディ・グラッシ | All      | SIL Ret | SPA 1 | LMS 3   | NÜR 2 | MEX 27 | COA 2  | FUJ 2   | SHA 5   | BHR 1 | 266  | 2位  |
| 2016 | アウディスポーツ・チーム・ヨースト | LMP1   | 8   | ロイック・デュバル       | All      | SIL Ret | SPA 1 | LMS 3   | NÜR 2 | MEX 27 | COA 2  | FUJ 2   | SHA 5   | BHR 1 | 266  | 2位  |

- 太字はポールポジション(key)

### ル・マン24時間レース
| 年   | チーム                             | 車両                | クラス | No. | ドライバー                                                       | 周回数 | 総合順位 | クラス順位 |
| ---- | ---------------------------------- | ------------------- | ------ | --- | ---------------------------------------------------------------- | ------ | -------- | ---------- |
| 2011 | アウディスポーツ・チーム・ヨースト | R18 TDI             | LMP1   | 1   | ティモ・ベルンハルト ロマン・デュマ マイク・ロッケンフェラー     | 116周  | DNF      | DNF        |
| 2011 | アウディスポーツ・チーム・ヨースト | R18 TDI             | LMP1   | 2   | アンドレ・ロッテラー ブノワ・トレルイエ マルセル・フェスラー     | 355周  | 1位      | 1位        |
| 2011 | アウディスポーツ・ノースアメリカ   | R18 TDI             | LMP1   | 3   | リナルド・カペッロ トム・クリステンセン アラン・マクニッシュ     | 14周   | DNF      | DNF        |
| 2012 | アウディスポーツ・チーム・ヨースト | R18 e-tron クアトロ | LMP1   | 1   | アンドレ・ロッテラー ブノワ・トレルイエ マルセル・フェスラー     | 378周  | 1位      | 1位        |
| 2012 | アウディスポーツ・チーム・ヨースト | R18 e-tron クアトロ | LMP1   | 2   | アラン・マクニッシュ トム・クリステンセン リナルド・カペッロ     | 377周  | 2位      | 2位        |
| 2012 | アウディスポーツ・チーム・ヨースト | R18 ウルトラ        | LMP1   | 3   | マルク・ジェネ ロマン・デュマ ロイック・デュバル                 | 366周  | 5位      | 5位        |
| 2012 | アウディスポーツ・ノースアメリカ   | R18 ウルトラ        | LMP1   | 4   | オリバー・ジャービス マルコ・ボナノミ マイク・ロッケンフェラー   | 375周  | 3位      | 3位        |
| 2013 | アウディスポーツ・チーム・ヨースト | R18 e-tron クアトロ | LMP1   | 1   | アンドレ・ロッテラー ブノワ・トレルイエ マルセル・フェスラー     | 338周  | 5位      | 5位        |
| 2013 | アウディスポーツ・チーム・ヨースト | R18 e-tron クアトロ | LMP1   | 2   | トム・クリステンセン アラン・マクニッシュ ロイック・デュバル     | 348周  | 1位      | 1位        |
| 2013 | アウディスポーツ・チーム・ヨースト | R18 e-tron クアトロ | LMP1   | 3   | マルク・ジェネ オリバー・ジャービス ルーカス・ディ・グラッシ     | 347周  | 3位      | 3位        |
| 2014 | アウディスポーツ・チーム・ヨースト | R18 e-tron クアトロ | LMP1-H | 1   | トム・クリステンセン ルーカス・ディ・グラッシ マルク・ジェネ     | 376周  | 2位      | 2位        |
| 2014 | アウディスポーツ・チーム・ヨースト | R18 e-tron クアトロ | LMP1-H | 2   | アンドレ・ロッテラー ブノワ・トレルイエ マルセル・フェスラー     | 379周  | 1位      | 1位        |
| 2014 | アウディスポーツ・チーム・ヨースト | R18 e-tron クアトロ | LMP1-H | 3   | マルコ・ボナノミ フェリペ・アルブケルケ オリバー・ジャービス     | 25周   | DNF      | DNF        |
| 2015 | アウディスポーツ・チーム・ヨースト | R18 e-tron クアトロ | LMP1   | 7   | アンドレ・ロッテラー ブノワ・トレルイエ マルセル・フェスラー     | 393周  | 3位      | 3位        |
| 2015 | アウディスポーツ・チーム・ヨースト | R18 e-tron クアトロ | LMP1   | 8   | オリバー・ジャービス ルーカス・ディ・グラッシ ロイック・デュバル | 392周  | 4位      | 4位        |
| 2015 | アウディスポーツ・チーム・ヨースト | R18 e-tron クアトロ | LMP1   | 9   | マルコ・ボナノミ フェリペ・アルブケルケ レネ・ラスト             | 387周  | 7位      | 7位        |
| 2016 | アウディスポーツ・チーム・ヨースト | R18                 | LMP1   | 7   | アンドレ・ロッテラー マルセル・フェスラー ブノワ・トレルイエ     | 367周  | 4位      | 4位        |
| 2016 | アウディスポーツ・チーム・ヨースト | R18                 | LMP1   | 8   | オリバー・ジャービス ルーカス・ディ・グラッシ ロイック・デュバル | 372周  | 3位      | 3位        |